# Santa Veronica (Mochi)
La Santa Veronica è una scultura in marmo realizzata tra il 1629 ed il 1639 da Francesco Mochi e collocata presso la Basilica di San Pietro in Vaticano.

## Storia
Nel dicembre 1629, a Francesco Mochi, tra i principali iniziatori della scultura barocca, si commissiona una delle quattro statue monumentali destinate ad occupare le nicchie ricavate dai pilastri che circondano e sorreggono la cupola e l'altare papale della basilica. In particolare, gli viene assegnata la realizzazione di una statua dedicata a Santa Veronica, mentre le altre tre sono Sant'Andrea di François Duquesnoy, Sant'Elena di Andrea Bolgi e San Longino di Gian Lorenzo Bernini. Dal 1629 al 1632, Mochi lavorò sulle diverse fasi del progetto e sulla realizzazione degli stucchi. In data 8 febbraio 1632, lo scultore presentò un progetto della statua a Urbano VIII, da quest'ultimo poi approvato. I blocchi di marmo di Carrara furono tagliati verso la fine del 1634, mentre la realizzazione dell'opera in sé avvenne tra il 1635 ed il 1639. Fu infine trasportata nella basilica dove fu ufficialmente presentata l'11 novembre 1640.

## Descrizione
Alta ben 5 metri e costituita da tre blocchi di marmo distinti, la scultura di Santa Veronica è considerata un capolavoro della scultura barocca e tra le opere più note dello stesso Mochi; per la sua realizzazione, l'artista riprese diversi aspetti tecnici e scenografici già sperimentati nell'opera Annunciazione, degli anni 1603-1608, tra cui il vorticoso movimento del drappeggio della veste e le forme imponenti della santa, che richiamano principi applicati nella sua opera giovanile, quest'ultima considerata come il primo esempio di gusto barocco nella scultura. L'opera di Mochi è altresì degna di nota per il suo realismo e la sua precisione. La santa è una figura cristiana tradizionalmente associata ad un velo, per l'appunto noto come velo della Veronica, che fu utilizzato per asciugare il volto di Gesù - mentre questi trascinava la croce - di cui rimase conservata l'impronta, secondo la leggenda. Il volto del Cristo impresso sul velo è considerato reliquia dalla Chiesa cattolica.